# Katarina Lönnby
Anna Katarina Lönnby, född 18 maj 1967 i Mölndal, är en svensk konstnär och författare.
Katarina Lönnby gick 1988 en ettårig förberedande konstutbildning på KV konstskola i Göteborg och 1994-1999 på Kungliga konsthögskolan i Stockholm. Hon har därefter varit verksam som konstnär, illustratör, författare och bildlärare. Som konstnär har hon arbetat med skulptur, teckning, måleri och grafik och ställt ut på olika gallerier i Sverige och Tyskland.
Hennes verk befolkas av djur, fantasifigurer och människor. Räven och flickan är ett återkommande par. Som i surrealistiskmen vävs vardag samman med dröm. Färgskalan kan vara gräll. Humor blandas med obehag. Man har sett likheter med konstnärer som Ernst Billgren och Kjartan Slettemark. Hennes assemblage är inspirerade av Ed och Nancy Kienholz.

## Offentlig konst
- 2004 – På Östbergaskolan i Stockholm finns tre verk av Lönnby, Fladdermusen, Krokodilflickan och Nyckelpigan.[9][10]
- 2005 – I Växjö finns Rävdamen.[9][11]
- 2015 – Trollhättans regionsjukhus. Korridorer och väntrum.[12]
- 2016 – Nya Karolinska Solna. Korridorer och väntrum.[12]

## Böcker
- 2002 – Luna. Bilderbok för barn. En flicka från nordpolen lyckas tillsammans med en räv och en fladdermus rädda månen från ett monster.[13]
- 2018 – Götes gammelskog. Bilderbok för barn. Nötväckan Göte och hans vänner bland djuren räddar den hotade skogen.[5]